# Valério Antias
Valério Antias foi um cronista romano que aparentemente viveu no século I a.C., sendo um jovem contemporâneo de Quadrigário. Sua principal obra foi uma história de Roma, das primeiras eras até a época de Sula, num volumoso trabalho que consistia de setenta e cinco livros.
Antias tornou-se conhecido por seus exageros retóricos, tanto em narrativas quanto em declarações numéricas. Por exemplo, assevera que a quantidade de Sabinas virgens era de exatamente sete . Outra vez, num certo ano no qual nem escritores gregos ou latinos mencionam qualquer campanha importante, Antias fala de uma grande batalha com pesadas baixas.
Não obstante, Lívio usou-o a princípio como uma de suas principais fontes, até convencer-se de que ele não era digno de confiança.
Apenas fragmentos de sua obra chegaram até o presente.